# Едвард Алингтон
Едвард Алингтон (енгл. Edward Allington; Вестморланд, 24. јун 1951 — 21. септембар 2017) био је британски уметник и вајар, најпознатији по свом доприносу покрету нове британске скулптуре 1980-их.

## Биографија
Рођен је 24. јуна 1951. у Вестморланду, као син Ралфа Алингтона и Евелин. Студирао је на Факултету уметности у Ланкастеру 1968—1971, усавршавао се у Централној школи за уметност и дизајн у Лондону 1971—1974. и на Краљевском колеџу уметности 1983—1984. Радио је као сарадник на Универзитету уметности и дизајна у Ексетеру 1975—77, на Универзитету у Лидсу 1991—93. и као научни сарадник за скулптуру на Универзитету Манчестер Метрополитан 1993. године. Добитник је награде за изложбу у Ливерпулу 1989. и у Британској школи у Риму 1997. за допринос ликовној уметности. Његови ради су били део групне изложбе Objects and Sculpture у Институту савремене уметности 1981. и The Sculpture Show у галерији Хејворд 1983. Изложбе његових радова су одржаване и у Америци, Јапану и Европи. На њега су утицали класични свет Грчке и Рима које је често користио за своје архитектонске детаље и античке артефакте. Његови илузионистички цртежи су често објављивани у књигама и коришћени су за косе пројекције. Излагао је у музејима и уметничким галеријама широм света, а његови радови су део великих националних и међународних колекција међу којима су Тејт галерије и музеј Викторије и Алберта. Живео је и радио у Лондону као професор и директор постдипломске скулптуре Лондонског универзитетског колеџа. Преминуо је 21. септембра 2017.

## Радови
- Fallender Tempel (Falling Temple), ca. 1990, Saarbrücken, Römerbrücke Power Plant [11]
- Fallen Pediment (Piano) 1994 Cass Sculpture Foundation, Goodwood, West Sussex[12]
- The Tilted Vase 1998 Ramsbottom Greater Manchester[13][14]
- Three Doors, One Entrance 1999 Milton Keynes Theatre foyer. Milton Keynes[15]
- Cochlea 2000 Jesus College, Cambridge[6]
- The Algorithm 2005 University College Hospital, London[16]